# فيرستانكلاورن
فيرستانكلاورن (بالإنجليزية: Verstanclahorn)‏ هو أحد جبال سلسلة جبال الألب سيلفريتا ويقع في كانتون غراوبوندن في سويسرا. يحتل المرتبة رقم 93 في قائمة جبال سويسرا من حيث الارتفاع، إذ يبلغ ارتفاعه حوالي 3298 متر، بينما يبلغ ارتفاع نتوء الجبل 375 متر، هذا وقد سجل أول وصول لقمة الجبل عام 1866.